# ژاک دمی
ژاک دمی (فرانسوی: Jacques Demy‎; ۵ ژوئن ۱۹۳۱ – ۲۷ اکتبر ۱۹۹۰) کارگردان، فیلم‌نامه‌نویس، تهیه‌کننده، و هنرپیشه اهل فرانسه بود.

## زندگی‌نامه
ژاک دمی در سال ۱۹۳۱ در پون شاتو، واقع در سواحل اقیانوس اطلس، متولد شد و در نانت کودکی خود را سپری نمود. فیلم‌های کوتاه انیمیشن و اکشن‌های زنده خود را کارگردانی کرد و به تحصیل در رشته هنرهای زیبا پرداخت. بعد از طی یک دوره آموزشی نزد پویانمای معروف، پل گریمو، با مستندسازی به نام ژرژ روکیه همکاری کرد و با او نخستین مستند کوتاه خود تحت عنوان کلاژ ساز دره لوآر را در سال ۱۹۵۶ ساخت.
و در سال ۱۹۵۲ به عنوان دستیار به عالم سینما پیوست. «دمی» جزو نویسندگان فعال در مجله «کایه‌دو سینما» بود که پس از ساخت چند فیلم کوتاه در سال ۱۹۶۰ اولین فیلم سینمایی‌اش را با عنوان «لولا» کارگردانی کرد.

### ازدواج
ژاک دمی در سال ۱۹۶۲ با آنیس واردا (فیلمساز) ازدواج کرد. این ازدواج، ارتباط دمی را با گروهی از کارگردانان معروف به «ساحل چپ» که واردا از اعضای آن بود، محکم‌تر گردانید. علاوه بر آنیس واردا افرادی هم‌چون کریس مارکر، آلن رنه و آلن روب گرییه نیز از اعضای گروه ساحل چپ به‌شمار می‌رفتند. این گروه وجه تمایز خود را دربرداشت‌های سیاسی از موج نوی سینمای فرانسه قرار داد که عمدتاً برجنبه‌های زیبایی شناختی تأکید می‌کرد.

### مرگ

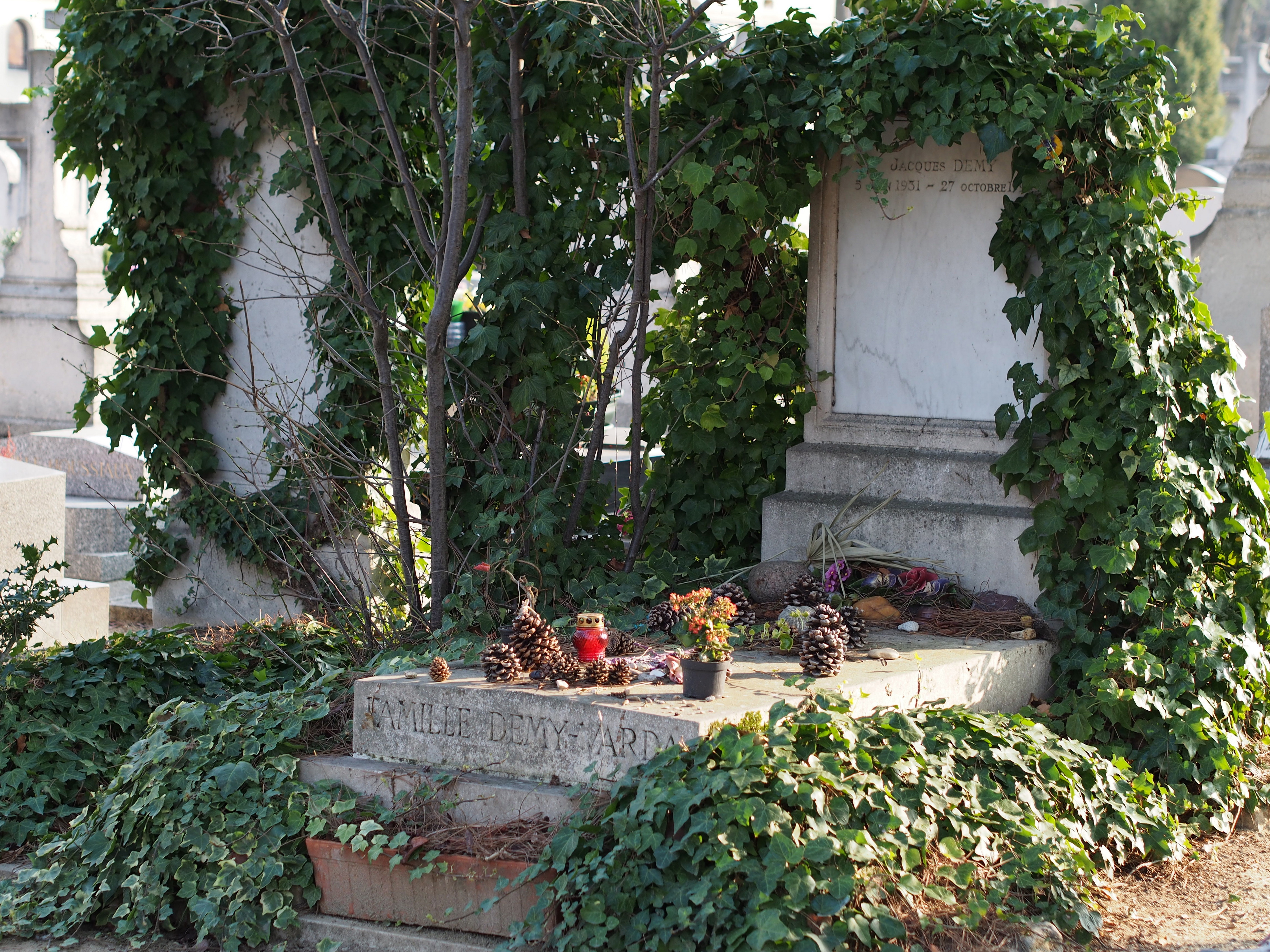
آرامگاه دمی در گورستان مونپارناس

ژاک دمی در ۲۷ اکتبر ۱۹۹۰ در ۵۹ سالگی درگذشت. در آن زمان علت مرگ دمی سرطان اعلام شد اما در سال ۲۰۰۸ آنیس واردا افشا کرد که علت اصلی مرگ دمی ابتلا به ایدز بوده که این موضوع به خواست خود دمی در آن زمان اعلام نشده بود. آرامگاه دمی در گورستان مون‌پارناس واقع شده‌است.

## فیلمشناسی
از فیلم‌ها یا برنامه‌های تلویزیونی که وی در آن نقش داشته‌است می‌توان به چهارصد ضربه اشاره کرد.

### کارگردانی
- کلاژ ساز دره لوآر (۱۹۵۶)
- لولا (۱۹۶۱)
- خلیج فرشتگان (۱۹۶۳)
- چترهای شربورگ (۱۹۶۴)
- دختران جوان روشفور (۱۹۶۷)
- مانکن فروشگاه (۱۹۶۹)
- پوست الاغ (۱۹۷۰)
- نی‌نواز هاملین (۱۹۷۲)
- یک مرد کمی باردار (۱۹۷۳)
- لیدی اسکار (۱۹۷۹)
- اتاقی در شهر (۱۹۸۲)
- پارکینگ (۱۹۸۵)
- میز گردان (۱۹۸۸)
- میز مسابقه (۱۹۹۸)

## افتخارات و جوایز
- «نامزد جایزه اسکار بهترین فیلم غیر انگلیسی‌زبان» برای فیلم «چترهای شربورگ» (۱۹۶۴)
- برنده «نخل طلایی» برای فیلم «چترهای شربورگ» (۱۹۶۴)
- «جایزه بزرگ هنر و ادبیات» Grand Prix des Arts et lettres